# Hetey Katalin
| Hetey Katalin. Művészettörténések. N. Mészáros Júlia honlapja | Hetey Katalin. Művészettörténések. N. Mészáros Júlia honlapja |
| Kattints az alábbi külső linkek egyikére!                     | Kattints az alábbi külső linkek egyikére!                     |
| ------------------------------------------------------------- | ------------------------------------------------------------- |
| Nem található szabad kép.(?)                                  |                                                               |
| külső link · jogvédett                                        | Hetey Katalin                                                 |

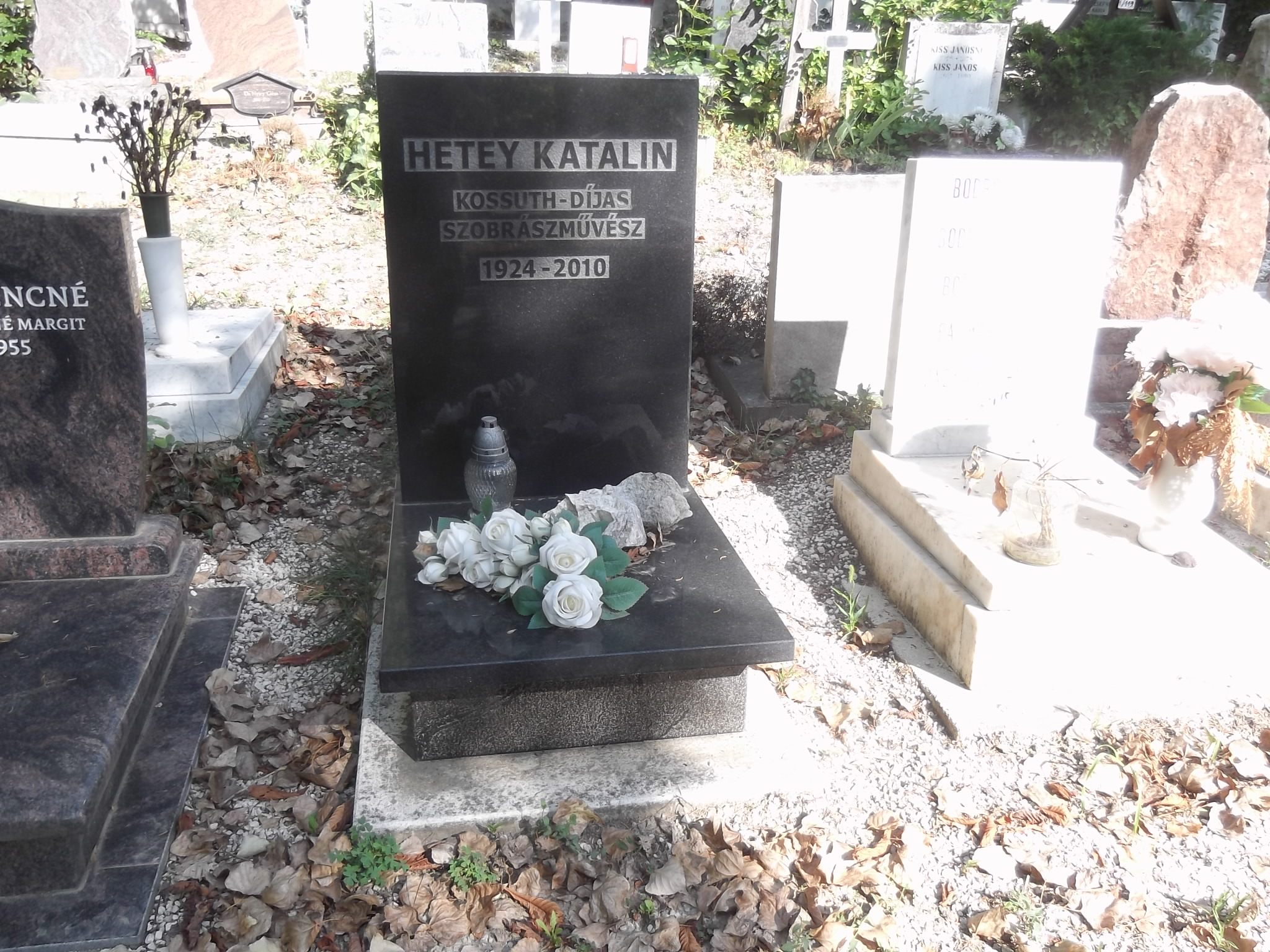
Hetey Katalin sírja a Farkasréti Temetőben

Hetey Katalin (asszonynevén Konok Tamásné) (Miskolc, 1924. augusztus 2. – Budapest, 2010. április 25.) Kossuth-díjas magyar grafikus-, festő- és szobrászművész. Művészetében geometrikus elemekből építkezett, a rész és az egész, a mozgás és az energia összefüggéseit; a pozitív és a negatív formák ellentétét, az ezekből adódó fény-árnyék hatást ábrázolta.

## Életpályája
Felsőfokú tanulmányokat a budapesti Képzőművészeti Főiskolán folytatott 1942–1947 között, mestere Szőnyi István volt. A főiskola elvégzése után a budapesti Képzőművészeti Gimnáziumban tanított 1956-ig. 1957-ben Olaszországba ment tanulmányútra, majd Párizsban telepedett le. 1962-ben rendezte első jelentős önálló kiállítását a Galerie Lambertben. Ebben az időszakban főleg festészettel foglalkozott, elnyerte a Hantington Hartford Alapítvány kaliforniai ösztöndíját, így 1963-1964-ig Kaliforniában alkotott, New Yorkba is ellátogatott. 1970-ben megkapta a francia állampolgárságot, de magyar állampolgárságáról sem mondott le. Az 1980-as évektől egyre többet látogatott haza, alkotott a győri és a nagyatádi művésztelepeken. Alkotói tevékenységet 1970-től főleg a szobrászat területén fejtett ki. Folyamatosan megmérette alkotásait egyéni és csoportos kiállításokon európai országokban, az USA-ban és Magyarországon. 1961-től gyakran állította ki műveit Konok Tamás festőművész férjével közösen.
Életmű-kiállítását a győri Városi Művészeti Múzeum rendezte meg 2005-ben, ezt a kiállítást több kiállítóhely is követte, köztük a budapesti Vasarely Múzeum; a Mono Galéria, Budapest és a Magyar Képzőművészeti Egyetem. Egyik utolsó kiállítását 2010 márciusában Konok Tamás festőművésszel együtt a dunaszerdahelyi Kortárs Magyar Galériában rendezték Párhuzamos életrajzok címmel. Debrecenben a Belvárosi Közösségi Házban Deim Pállal, Matzon Ákossal együtt szerepelt csoportos kiállításon 2010. április 26-ától 2010. május 22-éig. Ezen kiállítás megnyitóját már nem érhette meg, 2010. április 25-én elragadta a halál.

## Egyéni kiállítások (válogatás)
- 1961 Club Aziza Othmana, Tunisz, Konok Tamással
- 1962 Galerie Lambert, Párizs
- 1963 The Potter's House Gallery, Washington
- 1963 Silvan Simone Gallery, Los Angeles
- 1964 Stedelijk Múzeum, Schiedam, Hollandia
- 1965 Haus der Begegnung, Hamburg
- 1968 Kunstzaal Zuid, Rotterdam, Konok Tamással
- 1968 Culturell Centrum, Hugeven, Hollandia
- 1971 Stedelijk Múzeum, Schiedam
- 1973 Galerie Schlégl, Zürich
- 1976 Galerie Du Manoir, La Chaux-de-Fonds
- 1977 Galerie Numaga, Auvernier, Svájc
- 1978 Galerie von Braunbehrens, München
- 1979 Musée des Beaux-Arts, La Chaux-de-Fonds, Konok Tamással
- 1981 Szépművészeti Múzeum, Budapest, Konok Tamással
- 1981 Galerie von Braunbehrens, München, Konok Tamással
- 1982 Városi Könyvtár, Győr
- 1983 Galerie Schlégl, Zürich
- 1984 Galerie Perrig, Bázel
- 1985 Herman Ottó Múzeum, Miskolc, Konok Tamással
- 1988 Galerie Schlégl, Zürich
- 1990 Galerie für Gegenwartskunst, Bonstetten, Bajorország
- 1991 Xantus János Múzeum, Győr
- 1992 Vasarely Múzeum, Budapest
- 1995 Szombathelyi Képtár, Szombathely, Konok Tamással
- 2005 Városi Művészeti Múzeum, Győr
- 2009 Mono Galéria, Budapest
- 2010 Kortárs Művészeti Múzeum, Dunaszerdahely

## Csoportos kiállítások (válogatás)
- 1964 Fiatal művészek III. Nemzetközi kiállítása, Tokió
- 1979 Présence Paris-Budapest, Palais Luxembourg, Párizs
- 1982 Tisztelet a szülőföldnek : külföldön élő magyar származású művészek II. kiállítása, Műcsarnok, Budapest
- 2003 Gutmann Galéria, Budapest[2]
- 2006-2007 Szentendrei Képtár és Kamaraterem, Ferenczy Múzeum, Szentendre[3]
- 2010 Belvárosi Múzeum, Debrecen

## Művei közgyűjteményekben (válogatás)
- Bibliothék National, Párizs;
- Herman Ottó Múzeum, Miskolc;
- Musée des Beaux-Arts, La Chaux-de-Fonds;
- Petőfi Irodalmi Múzeum, Budapest;
- Stadtische Sammlung, Hamburg;
- Szépművészeti Múzeum, Budapest;
- Xántus János Múzeum, Győr.

## Társasági tagság
- Nyílt Struktúrák Művészeti Egyesület (alapító tag, 2006-2010)[4]

## Díjak, elismerések (válogatás)
- Hantington Hartford Alapítvány ösztöndíja (1962)
- A Magyar Köztársasági Érdemrend lovagkeresztje (2008)
- Kossuth-díj (2009)